# 데미스 허사비스
데미스 허사비스(영어: Demis Hassabis, 1976년 7월 27일~)는 영국의 기업인, 인공지능 연구자이자 2024년 노벨 화학상 수상자이다.
그는 구글 딥마인드의 창업자이자 최고 경영자이다. 그는 13살의 나이에 체스마스터가 됐고, 17살에 게임 개발에 참여하기 시작했다. 어린 나이부터 프로그래밍을 배운 그는, 블랙 & 화이트라는 게임의 인공지능을 개발하는 데 참여했다. 엘리시르 스튜디오라는 비디오 게임 개발사를 만들어, '리퍼블릭: 혁명(Republic: The Revolution)'과 '이블 지니어스(Evil Genius)'라는 게임도 제작했다. 2005년 게임 개발 업계에서 은퇴한 뒤, 인공지능 개발에 뛰어들었고, 2010년 '딥 마인드'라는 스타트업을 설립했다. '딥 마인드'는 2014년 구글에 인수되었고, 허사비스는 인공지능 부문 부사장이 된다. 딥마인드는 알파고라는 인공지능 바둑 프로그램을 만들고, 판후이, 이세돌 등 세계적인 바둑 프로기사들과 대결시키면서 유명해졌다.